# Lustrochernes acuminatus
Lustrochernes acuminatus es una especie de arácnido  del orden Pseudoscorpionida de la familia Chernetidae.

## Distribución geográfica
Se encuentra en Washington y California en (Estados Unidos).